# 완월루
완월루는 대한민국 전라북도 진안군 마령면에 있다. 2016년 12월 28일 진안군의 향토문화유산(유형) 제15호로 지정되었다.

## 개요
서당 건축물로, 근대 무렵 전통건축양식을 잘 보여주는 자료이다.